# Czeszewo (gmina)
Czeszewo – dawna gmina wiejska istniejąca w latach 1934–1945 w woj. poznańskim (dzisiejsze woj. wielkopolskie). Siedzibą władz gminy było Czeszewo.
Gmina zbiorowa Czeszewo została utworzona 1 sierpnia 1934 roku w powiecie wągrowieckim w woj. poznańskim z dotychczasowych jednostkowych gmin wiejskich: Czerlin, Czeszewo, Kołybiec, Koninek, Kujawki, Lęgniszewo, Łukowo, Morakowo, Panigrodzek, Panigródz Nowy, Panigródz Stary, Siedleczko, Stołężyn, Wiśniewko i Wiśniewo oraz z obszarów dworskich Czerlin, Czeszewo, Głogowiniec, Gręziny, Łukowo, Panigródz Nowy, Stołężyn i Wiśniewo. 27 września 1934 obszar gminy Czeszewo podzielono na 12 gromad: Czerlin, Czeszewo (z Gręzinami), Głogowiniec, Koninek, Kujawki, Lęgniszewo, Łukowo, Morakowo, Panigródz (obejmująca Panigródz Nowy, Panigródz Stary i Panigrodzek), Siedleczko (z Kołybcem), Stołężyn i Wiśniewo (z Wiśniewkiem). 20 września 1946 z gromady Wiśniewo utworzono trzynastą gromadę Wiśniewko.
Rozporządzeniem z 1 kwietnia 1949 gmina została retroaktywnie zniesiona z mocą obowiązującą od 23 lutego 1945, a jej obszar włączony do:
- gminy Gołańcz – gromady Czerlin, Czeszewo, Głogowiniec, Lęgniszewo, Morakowo i Panigródz;
- gminy Wągrowiec-Północ – gromady Koninek, Łukowo i Siedleczko;
- gminy Damasławek – gromady Wiśniewo i Wiśniewko, a także Kujawki i Stołężyn, których nie wymieniono (patrz niżej).

Prawie czteroletnie opóźnienie wydania rozporządzenia (w 1949 roku z mocą obowiązującą od 1945) spowodowało, że dwie gromady – Kujawki i Stołężyn – zostały wyłączone z gminy Damasławek i włączone do nowo utworzonej gminy Wapno już 1 lipca 1948, mimo że akt ich przeniesienia z gminy Czeszewo do gminy Damsławek nie został wtedy jeszcze wydany. Natomiast wymienienie ich w rozporządzeniu z 1949 roku (jako część "znoszonej" gminy Czeszewo) byłoby nieprawidłowe, skoro gromady te już od 9 miesięcy znajdowały się w gminie Wapno. Z kolei wymienienie gromady Wiśniewko, utworzonej dopiero w 1946, stanowi inny paradoks czteroletniego opóźnienia: nie mogła ona zostać przeniesiona do gminy Damasławek w 1945 roku skoro jeszcze nie istniała.